# Borazine
Borazine is een cyclische verbinding van boor, stikstof en waterstof, en bestaat uit drie BH-groepen, afgewisseld met drie NH-groepen. De molecuulformule is dus te schrijven als (BHNH)3. Het is een anorganische verbinding met vrijwel dezelfde structuur en dezelfde elektronenconfiguratie als benzeen. Daarom wordt ze ook aangeduid als anorganisch benzeen.

## Synthese
Borazine wordt bereid door een reactie van diboraan met ammoniak in een verhouding van 1:2, in de gasfase bij 250 à 300 °C. Bij de reactie komt waterstofgas vrij:
{\displaystyle \mathrm {3\ B_{2}H_{6}\ +\ 6\ NH_{3}\ \longrightarrow \ 2\ B_{3}H_{6}N_{3}\ +\ 12\ H_{2}} }
Het rendement van de reactie ligt rond de 50%. Deze synthese werd voor het eerst beschreven door de scheikundigen Alfred Stock en Erich Pohland in 1926.
Een alternatieve synthese die een hogere opbrengst heeft, is de reactie van lithiumboorhydride met ammoniumchloride tot borazine, lithiumchloride en waterstofgas:
{\displaystyle \mathrm {3\ LiBH_{4}\ +\ 3\ NH_{4}Cl\ \longrightarrow \ B_{3}H_{6}N_{3}\ +\ 3\ LiCl\ +\ 9\ H_{2}} }
Een ander proces verloopt in twee stappen. Eerst wordt boortrichloride met ammoniumchloride omgezet in trichloorborazine en waterstofchloride:
{\displaystyle \mathrm {3\ BCl_{3}\ +\ 3\ NH_{4}Cl\ \longrightarrow \ Cl_{3}B_{3}H_{3}N_{3}\ +\ 9\ HCl} }
Trichloorborazine wordt dan met natriumboorhydride gereduceerd tot borazine. Daarbij ontstaan diboraan en natriumchloride als nevenproducten:
{\displaystyle \mathrm {2\ Cl_{3}B_{3}H_{3}N_{3}\ +\ 6\ NaBH_{4}\ \longrightarrow \ 2\ B_{3}H_{6}N_{3}\ +\ 3\ B_{2}H_{6}\ +\ 6\ NaCl} }

## Eigenschappen en reacties
Borazine is een kleurloze vloeistof met een aromatische geur. In water ondergaat het hydrolyse en valt het uiteen in boorzuur, ammoniak en waterstof. Borazine is thermisch zeer stabiel; de standaard vormingsenthalpie ΔHf is −531 kJ/mol.
De structuur van borazine gelijkt sterk op die van benzeen. De lengte van de zes boor-stikstof-bindingen bedraagt 1,436 Å. In benzeen is de lengte van de koolstof-koolstofbindingen 1,397 Å.
Net zoals bij benzeen is er bij borazine sprake van mesomerie (resonantie), in de hand gewerkt door het verschil in elektronegativiteit tussen boor en stikstof (respectievelijk 2 en 3 op de Paulingschaal), het elektronentekort bij boor en het vrije elektronenpaar bij stikstof:
Boor treedt daarbij op als lewiszuur en stikstof als lewisbase.
Borazine is reactiever dan benzeen. Het gaat een additiereactie aan met waterstofchloride, terwijl benzeen dat niet doet.

## Toepassingen
Als borazine bij 70 °C verhit wordt, vormt het een polymeer: polyborazyleen. Bij hoge temperatuur (meer dan 1000 °C) ontleedt dit, en wordt boornitride gevormd. Deze reactieprocedure wordt gebruikt om zuiver boornitride te bekomen, dat in halfgeleiders of composietmateriaal toepassing vindt.